# 任海深
任海深（1948年—），男，汉族，山东莱州人，中华人民共和国政治人物。中央党校在职研究生班经济管理专业毕业，中央党校研究生学历。全国人民代表大会安徽地区代表。

## 生平
1971年6月加入中国共产党，1976年8月参加工作。先后担任中共烟台市委书记，中共安徽省委常委、政法委书记，安徽省人民政府常务副省长，安徽省人大常委会副主任等职。2008年当选为第十一届全国人大代表。2013年当选为第十二届全国人大代表。